# Ritort
El Ritort és un riu de Catalunya, afluent del Ter pel seu marge esquerre. La seva conca comprèn els municipis de Molló i Camprodon, a la comarca catalana del Ripollès. Neix als peus del Costabona en la seva cara sud-est i desemboca en el Ter just en el centre de la vila de Camprodon. És el primer afluent important del Ter.

## Afluents importants
- Torrent de Ginestosa
- Ritortell

## Poblacions que travessa
- Espinavell
- Molló
- Camprodon